# Office Lady
Office Lady, meist kurz OL (jap. オーエル, ōeru, dt. „Bürodame“) ist eine japanische Wortschöpfung – ein Scheinanglizismus – und bezeichnet in Japan eine typischerweise jüngere weibliche Büroangestellte. Diese Bezeichnung hat einen leicht abfälligen Anklang.
OL setzte sich in den frühen 1960er Jahren durch als Ersatz für die Abkürzung BG (ビージー, bījī), die für japanisch-englisch business girl stand. BG konnte als Abkürzung für bar girl missverstanden werden, womit unter anderem Prostituierte bezeichnet werden, die sich ihre Kunden in Bars suchen. Weiter empfand man es auch nicht mehr angemessen, erwachsene Frauen als girl zu bezeichnen.
OL verrichten einfache Bürotätigkeiten, servieren Tee und werden im Empfangsbereich eingesetzt. Mittlerweile übernehmen OL aber auch wichtigere Aufgaben, zum einen aufgrund langjähriger Unternehmenszugehörigkeit, zum anderen auch aufgrund des Wettbewerbdrucks auf japanische Unternehmen, der sie ihre Angestellten effizienter einsetzen lässt. Weibliche Angestellte, die z. B. auch an Fortbildungskursen teilnehmen, werden dann – ebenfalls mit leicht ironischem Ton – als career woman (キャリアウーマン kyaria ūman) bezeichnet.

## Gehalt
Das Gehalt weiblicher Angestellter reicht in Japan zum Führen eines selbständigen Haushaltes normalerweise nicht aus. Nach Tokio zugezogene OL benötigen meistens noch ein zweites Einkommen, wobei lukrative Gelegenheiten in Bars und Vergnügungsvierteln locken. Andererseits verlassen viele weibliche Angestellte das Elternhaus bis zur Heirat nicht (Parasitärer Single) und können sich dann einen recht kostspieligen Lebenswandel leisten, zumal traditionell die Familie des Bräutigams, nicht die der Braut, für eine hohe Aussteuer aufzukommen hat.

## Lebenssituation
Es war üblich, dass weibliche Angestellte mit ihrer Heirat oder dem Erreichen einer Altersgrenze von früher spätestens 30 Jahren aus dem Betrieb ausscheiden. Mit dem drastischen Ansteigen des durchschnittlichen Heiratsalters in den letzten 15 Jahren, des größeren Anteils an OL in der japanischen Gesellschaft sowie mit Unternehmenszugehörigkeit leicht ansteigenden Gehältern auch bei weiblichen Angestellten bilden letztere mittlerweile eine finanzstarke Bevölkerungsgruppe, die auch an die männliche Bevölkerung höhere Ansprüche stellt.

## Hierarchie
In den japanischen Großraumbüros ist die Hierarchie sehr stark ausgeprägt und klar zu erkennen. Die ihren männlichen Kollegen (Salaryman) untergeordnete OL sitzt typischerweise nahe der Eingangstür bzw. dem Eingangsbereich. Von da an steigt die Hierarchie stetig bis in die Tiefe des Raums, wobei übergeordnete Angestellte ihren Untergebenen im Rücken sitzen.
In der populären Kultur (in Mangas, Animes und Filmen) werden die OL oft als von ihren beruflichen Tätigkeiten unterfordert und gelangweilt dargestellt.